# La donna di sabbia (romanzo)
La donna di sabbia (Suna no onna in giapponese) è un romanzo di Kōbō Abe del 1962 che narra l'odissea di un insegnante in vacanza che si dedica alla sua passione per l'entomologia, inoltrandosi in una zona desertica del Giappone. Nella prima edizione italiana del 1972 è presentato come il capolavoro dello scrittore. Da questo romanzo è stato tratto il film omonimo di Hiroshi Teshigahara, tra i preferiti di Andrei Tarkovsky, premiato al Festival di Cannes del 1964.

## Struttura e linguaggio
Alcide Paolini, recensendo il romanzo ai tempi della sua pubblicazione in Italia, inizia l'articolo parlando dell'approccio sui generis vissuto con La donna di sabbia in quanto la lettura del libro è successiva a quella del film e valuta il romanzo ancora migliore del film, che l'opera letteraria nulla ha a che fare con Kafka e con il suo tipo di esistenzialismo e che la lotta contro la sabbia è metafora della lotta contro la morte così come la donna «rappresenta qui la continuità della vita nella nascita, nella tradizione e nella morte». Conclude poi che «proprio la notevole modernità di struttura e di linguaggio (traduzione permettendo) riconquista un senso alla tradizione». Il giudizio positivo di Paolini è confermato dal successo editoriale considerato che il volume a fine ottobre 1972 risulta tra i più venduti nella città di Milano per quanto riguarda la narrativa, piazzandosi insieme a Foto di gruppo con signora, Il padrino, Il villaggio della nuova vita, Diario 1957 - 1961.
Il romanzo è disarmonico nella struttura. Diviso in tre parti e trentuno capitoli, la prima consta di dieci capitoli, la seconda di diciassette, la terza di quattro. Tale disarmonia rimanda, per contrasto, all'entomologia, all'interesse scientifico che guida il protagonista verso questa avventura, la ricerca di insetti, generalmente pari e simmetrici.  La matematica intesa come strumento utile all'apprendimento è presente nel testo a più riprese, dall'avvalorare il fatto che, considerata la consistenza di un granello di sabbia di 1/8 di mm., sua caratteristica è il «rifiuto di fermarsi in un luogo» (p. 233) al notare che camminando sui segni lasciati dal vento simili a «tante creste di onde fermatesi improvvisamente» (p. 206) le orme dei piedi che si lasciano sono cancellate via «trenta metri più in là». (p. 228) L'amico che ritorna nelle considerazioni e nei pensieri è chiamato da tutti Nastro di Möbius.

## Trama
Junpei Niki, un insegnante che impiega le sue vacanze facendo ricerche quale entomologo dilettante, finisce in una zona desertica del Giappone. La sua identità emerge piano piano nel corso della storia fino ai due documenti del Tribunale che chiudono il romanzo, la denuncia di scomparsa fatta della moglie, Shino Niki, del 18 febbraio 1862, e la Sentenza del 5 ottobre 1962 dove si afferma che l'assente Junpei Niki, nato il 7 marzo 1927, è scomparso e irreperibile.
La parte prima ha un’epigrafe: «Dove non esiste la punizione, non c’è nemmeno il piacere della fuga». Viene presentato  l’insegnante entomologo che usa alcuni suoi giorni di vacanza per recarsi in una zona desertica del Giappone ad  osservare gli insetti che abitano la sabbia  e magari, avendo fortuna, di scoprirne delle nuove specie. Nell’incipit è specificato che non si seppe più nulla di lui e che raramente vengono ritrovate le persone scomparse che risultano dalle denunce ufficiali, si parla di un centinaio l’anno. Siamo nel Giappone degli anni Sessanta. Il tema della solitudine compare  immediatamente, agli stessi colleghi l’uomo non aveva mai parlato del suo hobby che rimaneva quindi, in un certo senso, una segreta via di fuga. Ipnotizzato dai propri pensieri riguardanti gli insetti che vivono nei terreni sabbiosi, più piccoli e meno appariscenti delle altre specie, dalla speranza di scoprire un nuovo esemplare e ritrovarsi con il nome, ancora misterioso per il lettore, nelle enciclopedie illustrate, dall’osservazione alternata dei villaggi intorno posti sulla sabbia che è sempre in movimento, viene colto dalla notte.  È soccorso  da un vecchio che lo conduce verso una possibilità d’alloggio, possibilità che come una calamita lo attrae irresistibilmente e dove finisce, in una buca come quella del formicaleone, a fianco di una donna che l’abitava, sistemata nella sua baracca. L’uomo si rende conto che la donna deve spalare  la sabbia per non finire sopraffatta dal continuo precipitare di questa polvere di roccia nella buca. Di fatto inizia un rapporto tra l’uomo e la donna, sotto il controllo del villaggio, spesso nella persona del vecchio. Capendo di essere in trappola pensa  che la fuga personale progettata,  che avrebbe dovuto mettere tra perentisi  le  regole della convivenza civile, lo stava spingendo necessariamente  a un’altra fuga, quella che lo liberasse dalla nuova realtà che si stava stabilizzando pur nel movimento della sabbia.
La parte seconda, la più sostanziosa quantitativamente, ha come epigrafe queste parole:«Ciac ciac ciac ciac: che suono è? Suono di campanella. Ciac ciac ciac ciac: che voce è? Voce di diavolo». L'attrazione per la donna va di pari passo con la coscienza di essere in trappola, ovvero di ripetere, pur nella nuova situazione, la quotidianità caratteristica dello spazio tempo che si era lasciato alle spalle per quella che doveva essere una breve vacanza. Scrive Gian Carlo Calza nell'introduzione: «Ningen Sabaku, deserto di umanità, è il termine che i giapponesi usano per indicare Tôkyô. Questa spaventosa e affascinante megalopoli inghiotte ogni anno molte migliaia di persone che svaniscono nel nulla come ombre». La fiducia dell'uomo verso la stabilità della società civile è messa a confronto con dati scientifici che ricorda e osservazioni che raccoglie, non ha dubbi che, nonostante le parole della donna sull'impossibilità dell'evasione, egli sarà la prima persona che riuscirà a scappare da quella situazione dove la realtà è messa a dura prova dall'incubo. Intanto l'attrazione porta l'uomo, tra paure e pregiudizi, alla fusione con la donna che «con le ali spiegate, stava lì, nuda» (p. 181). È al quarantesimo giorno, dopo continue prove fallite, che il prigioniero trova il modo di uscire dalla buca (Capitolo XXIV) e la gestione di tale evasione è ancora sottoposta a calcoli di ogni tipo: «Perciò, per attraversare il villaggio, aveva a disposizione trenta minuti. Andare a quattro chilometri all'ora su questo terreno sabbioso è una penitenza piuttosto grave» (p. 236). Il tentativo di fuga fallisce per l'intervento degli abitanti del villaggio messi in allarme dalla campana della torre di osservazione e dall'ululato dei cani in allerta. La donna lo accoglie e sfuma le considerazioni dell'uomo lavandolo con delicatezza incoraggiante.
La parte terza è costituita da quattro capitoli soltanto e non ha epigrafe, distinguendosi così, anche riguardo a ciò, delle prime due. L'uomo costruisce una trappola per catturare corvi e la chiama Speranza. Il funzionamento della trappola è descritto minuziosamente e, dopo un paio di esperimenti eseguiti, appura che il meccanismo funziona. Scopo finale della cattura del corvo era quello di legargli un messaggio a una zampa che potesse metterlo in contatto col suo mondo abituale. L'uomo era comunque molto cauto in quanto aveva il timore che la gente del villaggio, onnipotente nei pensieri dopo i suoi tentativi falliti, avrebbe potuto individuare il suo corvo nello stormo per l'oggetto bianco attaccato alla zampa. Dopo «settimane di sabbia e di notti», però, la «Speranza continuava ad essere ignorata dai corvi» (p. 297). Per un tipico caso di serendipità l'uomo scopre che il meccanismo funziona incredibilmente, ma non nel senso per il quale era stato progettato ovvero la cattura del corvo da usare come messaggero per evadere dall'angosciosa situazione esistenziale e disagevole: «(...) levando il coperchio rimase sbalordito: un sottile strato d'acqua copriva il fondo del mastello» (p. 296) e non era acqua piovana, non avendo piovuto da giorni. Grazie a una serie di processi chimici e fisici tale scoperta, che intendeva tenere segreta, avrebbe liberato l'uomo dal ricatto più forte in mano ai suoi avversari, i padroni dell'acqua, da usare come ricatto a loro piacimento. La Speranza non più utile alla fuga ma all'adattamento quindi. Conquista e non fuga, nonostante la donna l'avesse lasciato da solo per andare a partorire il loro figlio. Attraverso una rivista di fumetti, avuta dal prigioniero insieme ad altri oggetti quotidiani di razione, stupidissimi, insignificanti e rozzi, «l'uomo cominciò a ridere da morire, contorcendosi e battendo il pavimento con le mani, quasi da farsi venire un crampo allo stomaco» (p. 274). La scoperta dell'humour come arte di vivere seguiva una considerazione esposta nel romanzo attraverso la descrizione puntuale di un dialogo interiore, come sempre zeppo di statistiche e formule matematiche, dal quale risultava che si sarebbe potuto «provare statisticamente che l'umanità è anormale al cento per cento» (p. 276).

## Riconoscimenti
- Premio Yomiuri (1962).[1]
- Premio Unesco quale «Opera rappresentativa» del patrimonio letterario universale.[1]